# Pomniki i tablice pamiątkowe poświęcone ofiarom zbrodni OUN i UPA

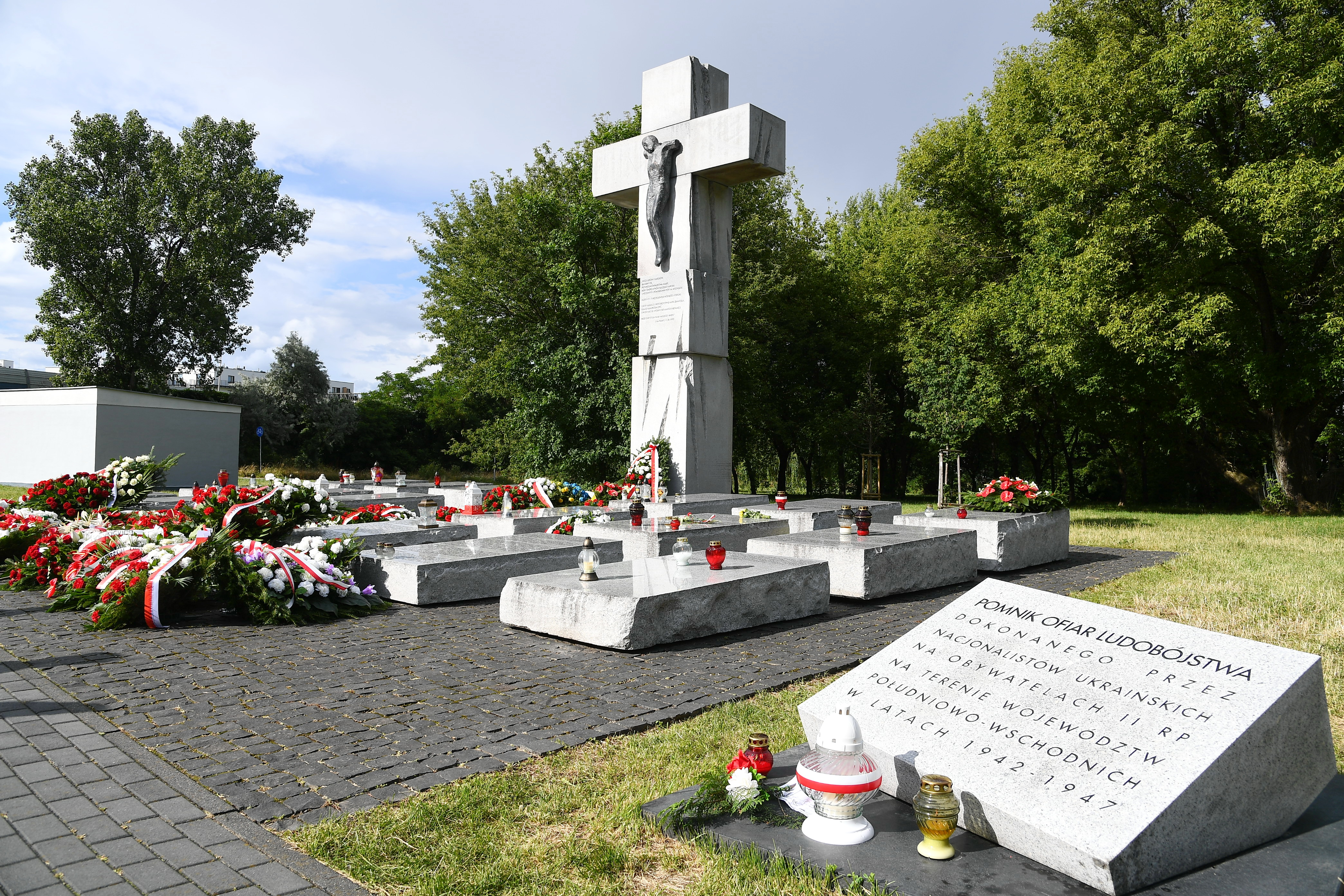
Warszawa, Pomnik ofiar ludobójstwa dokonanego przez nacjonalistów ukraińskich na terenie województw południowo-wschodnich w latach 1942-1947

Pomniki i tablice poświęcone ofiarom zbrodni OUN i UPA to znaki pamięci o ofiarach rzezi wołyńskiej, czystki etnicznej w Małopolsce Wschodniej i partyzanckich walk z UPA w latach 1944–1945.
Według stanu na 2014 rok na około 1500 miejscowości zniszczonych przez OUN i UPA na Wołyniu jedynie w 150–180 istnieją jakiekolwiek obiekty upamiętnienia ofiar (krzyże, pomniki). W Galicji Wschodniej liczba upamiętnień nie przekracza 15 (na 2000 miejscowości). Znaki pamięci są stawiane za zgodą władz ukraińskich przez dawnych mieszkańców Kresów, ich rodziny, organizacje kresowe bądź Radę Ochrony Pamięci Walk i Męczeństwa (ta do 2008 roku doprowadziła do zrealizowania kilkunastu upamiętnień).
Według stanu z 2013 roku na terenie Polski znajduje się ponad 320 znaków pamięci (pomniki, tablice i mogiły) o ofiarach OUN i UPA. Sz. Siekierka i K. Komański zauważają istnienie dwóch skupisk takich upamiętnień na terenie kraju: zachodnie i północne województwa, do których trafili przesiedleni kresowiacy oraz południowo-wschodnia Polska, gdzie znajdują się miejsca zbrodni lub pochówku osób zabitych przez UPA (województwa lubelskie i podkarpackie – do 2007 roku 135 upamiętnień)

## Upamiętnienia w miejscach zbrodni lub pochówku
Poniższe listy mogą być niepełne.

### Ukraina
| Opis pomnika                                         | Data odsłonięcia     | Uwagi | Ilustracja | Przypisy             |
| ---------------------------------------------------- | -------------------- | --- | ---------- | -------------------- |
| Pomnik nagrobny w Stężarzycach                       | lata 50.             | Znajduje się na cmentarzu prawosławnym, gdzie władze sowieckie przeniosły szczątki ofiar. W późniejszym czasie na mogile ustawiono tablicę pamiątkową z napisem w języku polskim. |            | [ 5 ]                |
| Obelisk w Niemilii                                   | 1964                 | Na zbiorowej mogile władze sowieckie postawiły obelisk z napisem: Tu pochowanych jest 170 mieszkańców wsi Niemilja rozstrzelanych przez Burżuazyjnych Nacjonalistów Ukraińskich w 1943 roku. Wieczna pamięć. Współcześnie pomnik nie istnieje. |            | [ 7 ] [ 8 ]          |
| Obelisk w Wiśniowcu Starym                           | 28 października 1967 | Wzniesiony w Wiśniowcu Starym w miejscu studni, do której wrzucono ciała zabitych. |            | [ 9 ]                |
| Obelisk w Majdanie (powiat koszyrski)                | 1967 lub 1968        | Upamiętnia zbrodnię w Majdanie. Wzniesiony przez władze sowieckie w wyniku starań Wacława Klimaszewskiego, którego żona zginęła w Majdanie. Napis na obelisku głosił: Tu 23 sierpnia 1943 roku krwawymi rękami ukraińskich burżuazyjnych nacjonalistów zakatowano 139 mieszkańców wsi Majdan.                                                                                                  |            | [ 10 ] [ 11 ]        |
| Krzyż i tablica pamiątkowa w Parośli I               | 1974 (krzyż)         | Znajdują się na masowym grobie ofiar zbrodni w Parośli I. Krzyż postawił w 1974 roku Ukrainiec Anton Kowalczuk, tablicę ustawiono po uzyskaniu przez Ukrainę niepodległości. |            | [ 12 ] [ 13 ]        |
| Pomnik nagrobny w Biłce (Białce)                     | 1975                 | W 1975 r. władze sowieckie ekshumowały szczątki ofiar zbrodni w Lipnikach i pochowały je na cmentarzu prawosławnym w Białce. Napis na obelisku brzmiał: Tu przeniesiono szczątki mieszkańców wsi Lipniki, zabitych przez ukraińskich nacjonalistów w 1943 r. Wieczna pamięć zabitym. Współcześnie (2012) fragment napisu wskazujący sprawców zbrodni jest zatarty.                             |            | [ 14 ]               |
| Pomnik ofiar zbrodni w Łozowej                       | lata 80.             | Znajdował się na cmentarzu w Szlachcińcach, gdzie przeniesiono grób ofiar. Napis na tablicy: Współmieszkańcom wsi, którzy zginęli z rąk ukraińskich burżuazyjnych nacjonalistów. Zastąpiony w 2008 roku nowym pomnikiem. |            | [ 15 ]               |
| Obelisk w Hucie Pieniackiej                          | 1984                 | Został wzniesiony przez lokalne władze na jednej z masowych mogił. Napis na tablicy w j. ukraińskim: Tu pochowano szczątki mieszkańców Huty Pieniackiej ofiar zbrodni dokonanej przez faszystów i ukraińskich burżuazyjnych nacjonalistów w lutym 1944 roku. W latach 90. napis został usunięty.                                                                                               |            | [ 16 ] [ 17 ]        |
| Pomnik-Memoriał w Hucie Pieniackiej                  | 28 lutego 1989       | Napis na tablicy w j. ukraińskim: 28 lutego 1944 roku faszystowski okupant wspólnie z bandytami z OUN dokonał okrutnej masakry cywilnej ludności wsi Huta Pieniacka. Spalono 172 zagród, z rąk zabójców w ogniu zginęło ponad 1000 mieszkańców – mężczyzn, kobiet i dzieci. Ludzie bądźcie czujni, nie dopuśćcie do powtórzenia tragedii Huty Pieniackiej. W latach 90. napis został usunięty. |            | [ 18 ] [ 17 ]        |
| Obelisk w Pawliwce (dawnym Porycku)                  | przed 1992           | Postawiony na dawnym prawosławnym cmentarzu. Napis na tablicy: Radzieckim obywatelom narodowości polskiej, którzy zginęli z rąk ukraińskich burżuazyjnych nacjonalistów 12 lipca 1943 r. Później część inskrypcji wskazująca sprawców mordu została zatarta. |            | [ 19 ]               |
| Pomnik w Kisielinie                                  | 1992                 | Postawiony przez miejscowe władze ukraińskie. Znajduje się na zbiorowej mogile ofiar zbrodni w Kisielinie. Ówczesny napis na pomniku: Tu spoczywają obywatele radzieccy narodowości polskiej rozstrzelani przez burżuazyjno-nacjonalistycznych Ukraińców. 11 VII 1943 r. W 1993 roku Włodzimierz Sławosz Dębski dostawił do pomnika krzyże.                                                    |            | [ 20 ]               |
| Pomnik w Tołszczowie                                 | 1992                 | Wzniesiony przez miejscowych Ukraińców ku czci zabitych Polaków. |            | [ 21 ]               |
| Pomnik nagrobny w Trójcy                             | 24 czerwca 1992      | Znajduje się na zbiorowej mogile. Upamiętnia zbrodnię w Trójcy. |            | [ 22 ]               |
| Pomnik w Hucie Stepańskiej                           | 1996                 | Upamiętnia Polaków zabitych w Hucie Stepańskiej i okolicy |            |                      |
| Pomnik nagrobny w Zasmykach                          | 1996                 | Znajduje się na grobie 17 Polaków ekshumowanych w 1996 r. w Lityniu i pochowanych na cmentarzu w Zasmykach |            | [ 23 ]               |
| Pomnik-symboliczna mogiła w Kołodnie                 | wrzesień 1996        | Znajduje się na cmentarzu w Kołodnie. Upamiętnia zbrodnię w Kołodnie |            | [ 24 ] [ 13 ]        |
| Pomnik pamięci pomordowanych z parafii Mosty Wielkie | 12 października 1996 | Pomnik znajduje się na cmentarzu w Mostach Wielkich |            | [ 25 ] [ 26 ]        |
| Krzyż w Bazaltowym (Janowej Dolinie)                 | 1998                 | Upamiętnia zbrodnię w Janowej Dolinie |            |                      |
| Pomnik w Torczynie                                   | 2000                 | Pomnik upamiętniający byłych parafian zabitych w czasie wojny; znajduje się na cmentarzu rzymskokatolickim. |            | [ 27 ]               |
| Pomnik w Czerwonogrodzie                             | 22 października 2000 | Pomnik z czerwonego kamienia na zbiorowej mogile ofiar zbrodni w Czerwonogrodzie. |            | [ 28 ]               |
| Pomnik w Pawliwce (dawnym Porycku)                   | 11 lipca 2003        | Odsłonięty przez prezydentów Aleksandra Kwaśniewskiego i Łeonida Kuczmę. Jest to pierwszy pomnik ofiar ukraińskich nacjonalistów, na który zgodziły się ukraińskie władze. Upamiętnia zbrodnię w Porycku. |            | [ 30 ]               |
| Krzyż na zbiorowej mogile w Rumnie                   | 5 czerwca 2004       | Mogiła znajduje się na cmentarzu w Rumnie |            | [ 31 ]               |
| Pomnik nagrobny w Worochcie                          | 2005                 | Znajduje się na cmentarzu przy cerkwi greckokatolickiej na zbiorowej mogile ofiar zbrodni z 31 grudnia 1944 roku; ufundowany przez Jerzego Wydrę. |            | [ 32 ]               |
| Pomnik w Hucie Pieniackiej                           | 21 października 2005 | Upamiętnia zbrodnię w Hucie Pieniackiej |            | [ 33 ]               |
| Pomnik w Berezowicy Małej                            | 5 lipca 2008         | Upamiętnia zbrodnię w Berezowicy Małej |            | [ 34 ] [ 35 ]        |
| Pomnik w Ihrowicy                                    | 5 lipca 2008         | Upamiętnia zbrodnię w Ihrowicy |            | [ 34 ] [ 35 ]        |
| Pomnik w Szlachcińcach                               | 5 lipca 2008         | Upamiętnia zbrodnię w Łozowej. Pomnik znajduje się na cmentarzu w Szlachcińcach, gdzie przeniesiono grób ofiar. |            | [ 15 ] [ 34 ] [ 35 ] |
| Pomnik w Rybnie                                      | maj 2011             | Upamiętnia ofiary zbrodni z 10 listopada 1944 |            | [ 36 ]               |
| Pomnik w Podkamieniu                                 | 20 maja 2012         | Upamiętnia zbrodnię w Podkamieniu |            | [ 37 ]               |
| Pomnik w Baryszu                                     | 16 września 2012     | Znajduje się na masowym grobie ofiar zbrodni w Baryszu. |            | [ 38 ]               |
| Pomnik nagrobny w Czukwi                             | 16 września 2012     | Znajduje się na zbiorowej mogile na miejscowym cmentarzu. |            | [ 39 ]               |
| Pomnik nagrobny w Mariampolu                         | 27 czerwca 2015      | Znajduje się na zbiorowej mogile ofiar zbrodni w Wołczkowie. |            | [ 40 ]               |
| Pomnik nagrobny w Hanaczówce                         | październik 2015     | Znajduje się na zbiorowej mogile zabitych podczas obrony Hanaczowa. |            | [ 41 ]               |
| Pomnik w Ostrówkach                                  | nie odsłonięty       | Zbudowany w 2011 roku, oficjalnie nie odsłonięty. Upamiętnia ofiary zbrodni w Ostrówkach i w Woli Ostrowieckiej. |            | [ 42 ]               |
| Pomnik w Palikrowach                                 | ?                    | Znajduje się w miejscu zbrodni w Palikrowach. Napis na tablicy w j. ukraińskim: Tu w tym miejscu 12 marca 1944 r. zostało rozstrzelanych 365 mieszkańców Palikrów. |            | [ 43 ]               |
| Pomnik w Hajowym (Przebrażu)                         | ?                    | Znajduje się na cmentarzu wojennym; poświęcony żołnierzom AK oraz mieszkańcom Przebraża i okolic poległym, zmarłym i pomordowanym podczas wojny. |            | [ 27 ]               |
| Pomniki nagrobne w Kosowie Huculskim                 | ?                    | Znajdują się na dwóch zbiorowych mogiłach na cmentarzu. |            | [ 44 ]               |
| Pomnik nagrobny w Krzemieńcu                         | ?                    | Znajduje się na cmentarzu rzymskokatolickim |            | [ 45 ]               |

### Polska
| Opis pomnika                                                      | Data odsłonięcia | Uwagi | Ilustracja | Przypisy      |
| ----------------------------------------------------------------- | ---------------- | --- | ---------- | ------------- |
| Pomnik nagrobny w Hrubieszowie                                    | 1947             | Znajduje się na cmentarzu komunalnym, na zbiorowej mogile kolejarzy z Gozdowa. |            | [ 46 ]        |
| Tablica pamiątkowa w Gozdowie                                     | 1949             | Znajduje się na budynku szkoły, upamiętnia kolejarzy zabitych przez UPA |            | [ 47 ]        |
| Pomnik w Ropience                                                 | 1969             | Napis na tablicy w j. polskim: W latach 1944–1947 faszyści w UPA zamordowali na terenie gromad Ropienki i Wańkowa ponad 80 osób. Pamięci pomordowanych społeczeństwo obu gromad. 1969 r. |            | [ 48 ]        |
| Symboliczna mogiła w Lipsku                                       | 22 maja 1974     | Upamiętnia zabitych 21-22 maja 1944 |            | [ 49 ]        |
| Pomnik w Baligrodzie                                              | 1984             | Upamiętnia ofiary zbrodni w Baligrodzie. |            | [ 50 ]        |
| Pomnik w Kryłowie                                                 | 9 maja 1990      | Upamiętnia masową zbrodnię z 23 marca 1945, w tym zabicie m.in. Stanisława Basaja ps. „Ryś" |            | [ 51 ]        |
| Pomnik w Nowym Bruśnie                                            | 1994             | Upamiętnia ofiary z Nowego Brusna i Rudki |            | [ 52 ]        |
| Pomnik nagrobny w Chodywańcach                                    | 1994             | Znajduje się na zbiorowej mogile 47 ofiar z Rzyczek i Zaborza |            | [ 53 ]        |
| Pomnik w Rudce                                                    | 19 kwietnia 1994 | Upamiętnia ofiary mordu z 19 kwietnia 1944 |            | [ 54 ]        |
| Pomnik w Łachowcach                                               | 1995             | Upamiętnia ofiary mordów z 9 kwietnia 1944 i 22 maja 1945 |            | [ 55 ]        |
| Tablica pamięci 8 ofiar z Temeszowa                               | 26 maja 1996     | Upamiętnia ofiary mordu z 28 maja 1946 |            | [ 56 ]        |
| Pomnik w Borownicy                                                | 14 lipca 1996    | Upamiętnia zbrodnię w Borownicy |            | [ 57 ]        |
| Pomnik Polaków, ofiar mordu pasażerów pociągu relacji Bełżec-Lwów | 1996             | Pomnik wzniesiony w pobliżu miejsca zbrodni na pasażerach pociągu relacji Bełżec-Lwów. Napis na pomniku brzmi: „W tym miejscu 16 czerwca 1944 roku nacjonaliści ukraińscy wymordowali ponad 50 Polaków, pasażerów pociągu relacji Bełżec-Lwów. Pomnik ufundowany przez Związek Kombatantów RP i Byłych Więźniów Politycznych oraz Urząd Gminy w Bełżcu” |            | .             |
| Pomnik pamięci ofiar z wsi Staszic Kolonia                        | 14 czerwca 1997  | Upamiętnia ofiary ukraińskich nacjonalistów i Niemców |            | [ 59 ]        |
| Pomnik w Gozdowie                                                 | 2004             | Upamiętnia kolejarzy zabitych przez UPA |            |               |
| Pomnik w Brodzicy                                                 | 2005             | Upamiętnia ofiary UPA i spalenie wsi 18 maja 1945 roku |            | [ 60 ]        |
| Pomnik w Pawłokomie                                               | 2005             | Znajduje się przy kościele. Upamiętnia Polaków, mieszkańców Pawłokomy, którzy w latach 1939-1945 ponieśli śmierć z rąk ukraińskich nacjonalistów oraz zmarli na „nieludzkiej ziemi”. |            | [ 61 ] [ 62 ] |
| Obelisk na szczycie Jeleniowatego                                 | 2009             | Upamiętnia zbrodnię w Mucznem |            | [ 63 ]        |
| Pomnik w Kalwarii Pacławskiej                                     | czerwiec 2013    | |            | [ 64 ]        |
| Pomnik w Rybotyczach                                              | 16 września 2018 | Upamiętnia pomordowanych na terenie byłej gminy Rybotycze. Na tablicy pomnika wymieniono ponad 40 nazwisk ofiar. |            | [ 65 ] [ 66 ] |
| Pomnik nagrobny w Bełżcu                                          | ?                | Znajduje się na zbiorowej mogile 39 osób, ofiar napadu sotni UPA na pociąg osobowy relacji Bełżec-Rawa Ruska |            | [ 67 ]        |
| Pomnik nagrobny w Chodywańcach                                    | ?                | Znajduje się na zbiorowej mogile 13 ofiar z Chodywaniec |            | [ 68 ]        |
| Pomnik nagrobny w Łubczach                                        | ?                | Znajduje się na zbiorowej mogile ofiar mordu z 5 kwietnia 1944. |            | [ 69 ]        |
| Pomnik w Obrowcu                                                  | ?                | Upamiętnia ofiary mordu z 1 kwietnia 1944. |            | [ 70 ]        |
| Tablica w Oszczowie                                               | ?                | Upamiętnia mord z 17 marca 1944, znajduje się na kaplicy cmentarnej. |            | [ 71 ]        |
| Pomnik w Telatynie                                                | ?                | Upamiętnia ofiary z gminy Telatyn |            | [ 72 ]        |
| Pomnik nagrobny w Wasylowie Wielkim                               | ?                | Znajduje się na masowym grobie ofiar zbrodni w Wasylowie Wielkim |            | [ 73 ]        |
| Tablica pamiątkowa w Cieszanowie                                  | ?                | Znajduje się w kościele św. Wojciecha |            | [ 74 ]        |
| Tablice pamięci w Dynowie                                         | ?                | Upamiętniają 33 mieszkańców Bartkówki zabitych na Wołyniu oraz parafian dynowskich. Tablice znajdują się w kościele św. Wawrzyńca. |            | [ 75 ]        |
| Tablica pamięci w Nowosielcach                                    | ?                | Upamiętnia ofiary mordu z 29 grudnia 1945, znajduje się w kościele parafialnym |            | [ 76 ]        |

## Upamiętnienia symboliczne
Poniższe listy mogą być niepełne.

### Pomniki
| Opis pomnika | Lokalizacja                                                             | Data odsłonięcia     | Uwagi | Ilustracja | Przypisy              |
| --- | ----------------------------------------------------------------------- | -------------------- | --- | ---------- | --------------------- |
| Pomnik poległych żołnierzy AK i zamordowanych mieszkańców Stanisłówki, Mostów Wielkich, Rokitnej i Niedźwiedzi                   | cmentarz komunalny w Warszowicach                                       | 14 kwietnia 1984     | Jako sprawców wymienia UPA oraz niemieckiego okupanta. |            | [ 77 ] [ 78 ]         |
| Symboliczna mogiła Polaków zamordowanych na Wołyniu                                                                              | cmentarz parafialny w Rudzie-Hucie                                      | 26 sierpnia 1984     | Pierwszy pomnik rzezi wołyńskiej w Polsce |            | [ 79 ] [ 80 ]         |
| Obelisk ku czci ofiar ze wsi Święty Józef                                                                                        | Olbrachcice Wielkie                                                     | 1989                 | |            | [ 81 ]                |
| Symboliczna mogiła ofiar zbrodni w Chodaczkowie Wielkim                                                                          | Cmentarz rzymskokatolicki w Gajkowie                                    | 12 czerwca 1991      | |            | [ 82 ] [ 83 ]         |
| Pomnik poległych, zamordowanych i zaginionych mieszkańców parafii Tuligłowy                                                      | przy kościele Matki Bożej Bolesnej w Łozinie                            | 11 listopada 1992    | |            | [ 84 ]                |
| Kamień z tablicą upamiętniającą pomordowanych przez nacjonalistów ukraińskich                                                    | Oława                                                                   | 11 listopada 1993    | |            | [ 85 ]                |
| Pomnik ofiar z Berezowicy Małej i innych wsi koło Zbaraża                                                                        | cmentarz komunalny w Sośnicy                                            | 3 lipca 1994         | Inskrypcja wymienia również ofiary hitlerowców |            | [ 86 ]                |
| „Golgota Wschodu" | przy kościele Św. Braci Męczenników w Bydgoszczy                        | 1995                 | Symboliczny cmentarz; na kamiennych bryłach znajdują się tablice z nazwiskami ofiar. Jedna z tablic upamiętnia zbrodnię w Janowej Dolinie. |            | [ 87 ]                |
| „Kamień Golgoty" | Kłodobok                                                                | 3 maja 1995          | Pomnik-symboliczna mogiła ofiar zbrodni w Głęboczku. |            | [ 88 ]                |
| Pomnik-symboliczna mogiła ofiar z Ihrowicy, Kołodna, Netreby i Kurnik                                                            | Korfantów                                                               | 10 września 1995     | Znajduje się na miejscowym cmentarzu |            | [ 89 ]                |
| Symboliczna mogiła poległych i pomordowanych na Wołyniu                                                                          | cmentarz komunalny w Niemodlinie                                        | 10 czerwca 1997      | |            | [ 90 ] [ 91 ]         |
| Pomnik pomordowanych Polaków z gminy Uchanie w latach 1939–1947                                                                  | Staszic                                                                 | 14 czerwca 1997      | Inskrypcja na pomniku wymienia jako sprawców faszystów niemieckich i ukraińskich oraz NKWD i UB |            | [ 92 ]                |
| Pomnik ofiar rzezi pochodzących z parafii Kąty                                                                                   | Bojanowo                                                                | 1998                 | |            | [ 93 ]                |
| Symboliczna mogiła rodziny Fotymów                                                                                               | cmentarz komunalny w Puławach                                           | lipiec 1998          | Upamiętnia 15-osobową rodzinę Fotymów, która zginęła podczas zbrodni w Marii Woli. |            | [ 94 ]                |
| Pomnik w Węglińcu | Węgliniec                                                               | 11 lipca 1998        | Inskrypcja na pomniku: Pamięci członków rodzin z Kresów Wschodnich, którzy cierpieli i ginęli za to, że byli Polakami. |            | [ 95 ] [ 96 ]         |
| Pomnik w hołdzie Polakom pomordowanych na Kresach przez nacjonalistów ukraińskich OUN i UPA                                      | Cmentarz komunalny w Brzegu                                             | 29 sierpnia 1999     | |            | [ 97 ]                |
| Pomnik pomordowanych za Polskę przez banderowców ukraińskich                                                                     | Bagno                                                                   | 21 września 1999     | Poświęcony 22 ofiarom z miejscowości Wolica, Hołłocze i Zaturzyn |            | [ 98 ]                |
| Pomnik pomordowanej ludności polskiej na Kresach Płd.-Wsch. przez OUN i UPA                                                      | Wrocław, bulwar X. Dunikowskiego                                        | 25 września 1999     | |            | [ 99 ]                |
| Symboliczny grobowiec ofiar z Podkamienia, Palikrów i okolicy                                                                    | cmentarz komunalny w Wołowie                                            | 12 marca 2000        | |            | [ 100 ]               |
| Pomnik 32 ofiar zabitych w Kuropatnikach                                                                                         | Siedlisko (powiat łobeski)                                              | 31 sierpnia 2002     | Pomnik ma formę symbolicznego grobowca |            | [ 101 ]               |
| Pomnik pomordowanych mieszkańców parafii Kąty                                                                                    | Marwice                                                                 | 3 maja 2003          | |            | [ 102 ]               |
| Pomnik Polaków pomordowanych przez OUN-UPA i wypędzonych ze swej ziemi                                                           | cmentarz komunalny w Głogowie                                           | 21 czerwca 2003      | Na pomniku umieszczono również tablicę upamiętniającą Ukraińców ratujących Polaków |            | [ 103 ] [ 104 ]       |
| Pomnik ku czci Polaków pomordowanych na Kresach przez nacjonalistów ukraińskich z OUN-UPA                                        | Inowrocław, plac Obrońców Inowrocławia                                  | 29 czerwca 2003      | |            | [ 105 ]               |
| Pomnik Tragedii Wołyńskiej | Warszawa, Skwer Wołyński                                                | 13 lipca 2003        | Wzniesiony przy pomniku 27 Wołyńskiej Dywizji Piechoty AK. Składa się z 11 kamiennych świec symbolizujących 11 powiatów woj. wołyńskiego. Odsłonięty m.in. przez Marszałka Sejmu Marka Borowskiego. 11 listopada 2003 uzupełniony o Ścianę Pamięci.                                        |            | [ 106 ]               |
| Pomnik pamięci Polaków-ofiar OUN-UPA                                                                                             | Gdańsk, skwer przy bazylice św. Brygidy                                 | 13 lipca 2003        | |            | [ 107 ]               |
| Symboliczna mogiła ofiar ludobójstwa ukraińskich nacjonalistów z OUN-UPA                                                         | cmentarz parafialny przy kościele św. Jana Chrzciciela w Nysie          | 13 lipca 2003        | |            | [ 108 ]               |
| Pomnik – symboliczna mogiła ofiar tragedii Wołynia i Małopolski Wschodniej                                                       | cmentarz komunalny w Olsztynie                                          | 13 lipca 2003        | |            | [ 109 ]               |
| Pomnik pamięci pomordowanych na Wołyniu i w Małopolsce Wschodniej oraz tych, którzy uszli przed terrorem i zagładą z rąk OUN-UPA | Cmentarz Wojskowy w Przemyślu                                           | 19 lipca 2003        | |            | [ 110 ]               |
| Krzyż z tablicą pamiątkową | cmentarz komunalny w Kwidzynie                                          | 28 lipca 2003        | Zawiera urnę z ziemią zebraną z cmentarzy wołyńskich |            | [ 111 ]               |
| Pomnik ku czci Polaków pomordowanych przez OUN-UPA na Kresach                                                                    | cmentarz w Szubinie                                                     | 17 września 2003     | |            | [ 112 ]               |
| Pomnik zamordowanych na Kresach przez OUN i UPA                                                                                  | Żary                                                                    | 19 października 2003 | |            | [ 113 ] [ 114 ]       |
| Obelisk pamięci pomordowanych mieszkańców Korościatyna oraz ofiar ludobójstwa OUN-UPA na Kresach                                 | cmentarz komunalny w Lwówku Śląskim                                     | 29 lutego 2004       | Upamiętnia zbrodnię w Korościatynie |            | [ 115 ]               |
| Symboliczna mogiła 50 osób zamordowanych w Bohorodyczynie i Michałkowie                                                          | cmentarz parafialny w Wierzchowicach                                    | 19 marca 2004        | |            | [ 116 ] [ 117 ]       |
| Pomnik pamięci ofiar ludobójstwa OUN i UPA                                                                                       | Cmentarz Rakowicki w Krakowie                                           | maj 2004             | |            | [ 118 ]               |
| „Pożoga Wołynia" | Mauzoleum Martyrologii Wsi Polskich w Michniowie                        | 11 lipca 2004        | |            | [ 119 ]               |
| Symboliczna mogiła ofiar z powiatu sokalskiego                                                                                   | cmentarz parafialny w Czarnej                                           | 1 listopada 2005     | |            | [ 120 ]               |
| Pomnik pamięci Polaków którzy ponieśli śmierć z rąk OUN-UPA                                                                      | cmentarz komunalny w Zielonej Górze                                     | 22 października 2006 | Pomnik znajduje się na symbolicznej mogile |            | .                     |
| Pomnik Polaków zamordowanych na Kresach przez OUN i UPA                                                                          | Pieszyce, plac przy kościele św. Antoniego                              | 11 listopada 2006    | |            | [ 122 ]               |
| Pomnik – symboliczna mogiła Polaków zamordowanych przez OUN i UPA                                                                | cmentarz komunalny w Nidzicy                                            | 6 maja 2007          | |            | [ 123 ]               |
| Pomnik Polaków pomordowanych na Kresach przez OUN i UPA                                                                          | Dzierżoniów                                                             | 19 października 2007 | Znajduje się na miejscowym cmentarzu |            | [ 124 ]               |
| Pomnik w hołdzie Polakom mieszkańcom Wołynia i Kresów Płd.-Wsch.                                                                 | Gorzów Wielkopolski                                                     | 10 listopada 2008    | Znajduje się na cmentarzu komunalnym. Oprócz ofiar OUN-UPA wymienia ofiary okupantów niemieckiego i sowieckiego. |            | [ 125 ]               |
| Kamień Pamięci ofiarom ludobójstwa dokonanego przez OUN, UPA i SS Galizien                                                       | cmentarz komunalny w Głubczycach                                        | 24 września 2009     | |            | [ 126 ]               |
| Pomnik ku czci ofiar ukraińskich nacjonalistów w powiecie bieszczadzkim i sokalskim                                              | cmentarz komunalny w Ustrzykach Dolnych                                 | 3 października 2009  | |            | [ 127 ]               |
| Pomnik Ofiar Ludobójstwa na Kresach Wschodnich w Zielonej Górze                                                                  | Zielona Góra (Łężyca)                                                   | 14 października 2009 | Tablice na pomniku wymieniają nazwiska ofiar z Gniłowód oraz z innych miejscowości na Kresach Wschodnich |            | [ 128 ]               |
| Pomnik Pamięci Polaków pomordowanych na Kresach przez OUN-UPA                                                                    | cmentarz katedralny w Sandomierzu                                       | 11 listopada 2009    | |            | [ 129 ]               |
| Pomnik w hołdzie ofiarom ludobójstwa dokonanego przez OUN i UPA                                                                  | Wilków                                                                  | 22 listopada 2009    | |            | [ 130 ]               |
| Pomnik Pamięci ku czci zamordowanych duchownych                                                                                  | plac przy kościele pw. Matki Bożej Królowej Różańca Św. w Dzierżoniowie | 6 grudnia 2009       | |            | [ 131 ]               |
| Obeliski Martyrologii Narodu Polskiego                                                                                           | Świdnica                                                                | 11 listopada 2010    | Jeden z obelisków jest poświęcony Polakom zamordowanym przez nacjonalistów ukraińskich na Kresach |            | [ 132 ]               |
| Krzyż Wołyński | Słupsk, cmentarz komunalny                                              | 6 maja 2011          | |            | [ 133 ]               |
| Pomnik w hołdzie Polakom pomordowanym na Kresach, ofiarom ludobójstwa OUN UPA                                                    | Kłodzko, Park Strażacki                                                 | 26 maja 2011         | |            | [ 134 ]               |
| Pomnik pamięci Polaków pomordowanych na Kresach, ofiar ludobójstwa OUN-UPA                                                       | Chełm, skwer 27. Wołyńskiej Dywizji Piechoty AK                         | 17 września 2011     | Inskrypcja na pomniku wymienia także braci Ukraińców, którzy za ratowanie Polaków zapłacili cenę najwyższą |            | [ 135 ]               |
| Pomnik w Rękowie | cmentarz w Rękowie                                                      | 22 października 2011 | Pomnik poświęcono ofiarom zbrodni niemieckiej w Rudni Kęczyńskiej oraz ofiarom UPA z gminy Ludwipol |            | [ 136 ]               |
| Pomnik w Ruszowie | Ruszów, skwer Zygmunta Jana Rumla                                       | 27 września 2012     | Pomnik poświęcony ofiarom ukraińskich nacjonalistów OUN-UPA, bolszewików i niemieckich nazistów z Kresów Wschodnich |            | [ 137 ]               |
| Pomnik Kresowian w Prabutach | Cmentarz Komunalny w Prabutach                                          | 20 czerwca 2013      | Poświęcony Ofiarom Ludobójstwa dokonanego przez nacjonalistów ukraińskich z OUN-UPA |            | [ 138 ]               |
| Pomnik ofiar Rzezi Wołyńskiej | Gromnik                                                                 | czerwiec 2013        | |            | [ 139 ]               |
| Pomnik ofiar ludobójstwa | Stary Cmentarz w Jarosławiu                                             | czerwiec 2013        | |            | [ 140 ]               |
| Pomnik ofiar zbrodni dokonanej na obywatelach polskich na Kresach przez OUN-UPA                                                  | Warszawa, Skwer Wołyński                                                | 11 lipca 2013        | Odsłonięty podczas obchodów 70-lecia rzezi wołyńskiej przez Prezydenta Polski Bronisława Komorowskiego |            | [ 141 ]               |
| Pomnik pamięci ofiar ludobójstwa na Kresach                                                                                      | Lubin                                                                   | 12 lipca 2013        | |            | [ 142 ]               |
| Pomnik pamięci ofiar ludobójstwa dokonanego przez nacjonalistów ukraińskich                                                      | Nowa Sól                                                                | 14 lipca 2013        | |            | [ 143 ]               |
| Pomnik pamięci ofiar mordów wołyńskich oraz tablica upamiętniająca poległych żołnierzy 27 Wołyńskiej Dywizji Armii Krajowej      | Polanica-Zdrój                                                          | 1 września 2013      | Cmentarz komunalny. Pomnik w hołdzie Ofiarom mordów wołyńskich oraz poległym żołnierzom 27 Wołyńskiej Dywizji Armii Krajowej. Na dole tablica poświęcona pamięci gen. bryg. Wojciecha Jana Kiwerskiego, dowódcy 27 Wołyńskiej Dywizji Armii Krajowej                                       |            |                       |
| Pomnik niewinnym ofiarom rzezi wołyńskiej                                                                                        | Park Kwitnąca Akacja w Trepczy                                          | 9 listopada 2013     | |            | [ 144 ] [ 145 ]       |
| Pomnik pomordowanych kapłanów rzymskokatolickich                                                                                 | Czerwona Woda                                                           | 6 października 2014  | Pierwszy w Polsce pomnik kapłanów – ofiar OUN i UPA. Przy pomniku posadzono Aleję Pamięci; każde drzewo symbolizuje jednego kapłana. |            | [ 146 ]               |
| Pomnik w hołdzie ofiarom ludobójstwa na Kresach                                                                                  | Grudza                                                                  | 3 maja 2015          | Inskrypcja na pomniku wymienia ludobójstwo banderowskie i stalinowskie |            | [ 147 ]               |
| Pomnik- Aleja Drzew | Świętoszów                                                              | 15 maja 2015         | Poświęcony pamięci ponad 600 pracowników służby leśnej – ofiar OUN i UPA |            | [ 148 ]               |
| Pomnik ofiar zbrodni w Puźnikach                                                                                                 | Niemysłowice                                                            | 12 lipca 2015        | Pomnik znajduje się na placu przed kościołem. W kościele umieszczono tablicę z nazwiskami pomordowanych w Puźnikach. |            | [ 149 ]               |
| Pomnik ofiar z Huciska i Miedziaków                                                                                              | Niezgoda                                                                | 10 kwietnia 2016     | Upamiętnia ofiary zbrodni w Hucisku i Miedziakach |            | [ 150 ]               |
| Pomnik Krzyż Wołyński | Zamość                                                                  | 10 czerwca 2018      | Odsłonięty na cmentarzu parafii katedralnej przy ul. Peowiaków w Zamościu dzięki staraniom Stowarzyszenia Upamiętniania Polaków Pomordowanych na Wołyniu |            | [ 151 ]               |
| Pomnik w Bielsku-Białej | Cmentarz wojskowy w Bielsku-Białej                                      | 11 lipca 2018        | Ma kształt prostopadłościanu z zagłębieniem, w którym znajduje się figurka Chrystusa, która wygląda tak, jakby była spalona |            | [ 152 ]               |
| Pomnik Ofiar Wołynia | Lublin                                                                  | 11 lipca 2018        | Pomnik stanął na Skwerze Ofiar Wołynia przy ul. Głębokiej |            | [ 153 ]               |
| Pamięci ofiar nacjonalistów ukraińskich w latach 1939-1947                                                                       | Pomnik na Cmentarzu Centralnym w Szczecinie                             | 9 lutego 2019        | Pomnik odsłonięto w rocznicę zbrodni w Parośli I, pierwszej z rzezi wołyńskich |            | [ 154 ]               |
| Pomnik Pamięci Ofiar Rzezi Wołyńskiej                                                                                            | Lipiany                                                                 | 16 lipca 2023        | Pomnik wzniesiono przy miejscowym kościele |            | [ 155 ]               |
| Pomnik Wołyński w Radomiu | Radom                                                                   | 12 listopada 2023    | Pomnik w formie świecy znajduje się w alei głównej cmentarza na ulicy Limanowskiego. Inskrypcja na pomniku: "Pamięci obywateli polskich II RP ofiar zbrodni popełnionych w latach 1939-1947 przez ukraińskich nacjonalistów z OUN-UPA i ukraińskie formacje zbrojne w służbie niemieckiej" |            | [ 156 ]               |
| Obelisk w Szczecinku | Szczecinek                                                              | 24 kwietnia 2024     | Na pamiątkowym kamieniu umieszczono tablicę z napisem "Pamięci ofiar zbrodni dokonanej na Wołyniu w latach 1943-1944. Szczecinek, 25.04.2024 r.". Pomnik stanął w parku miejskim w pobliżu I Liceum Ogólnokształcącego.                                                                    |            | [ 157 ]               |
| Pomnik „Rzeź Wołyńska” w Domostawie                                                                                              | Domostawa                                                               | 14 lipca 2024        | Autorem pomnika jest Andrzej Pityński. |            | [ 158 ]               |
| Pomnik mieszkańców Lisznej zamordowanych przez UPA                                                                               | Liszna                                                                  | ?                    | Pomnik ustanowiony na cmentarzu przy kościele św. Antoniego |            | [ potrzebny przypis ] |
| Pomnik Polaków poległych podczas II wojny światowej oraz zamordowanych przez UPA                                                 | Honiatycze                                                              | ?                    | |            | [ 159 ]               |
| Pomnik Ofiar Zbrodni Wołyńskiej                                                                                                  | Zielona Góra                                                            | 24 sierpnia 2024     | plac Słowiański |            | [ 160 ]               |

### Tablice
| Opis tablicy | Lokalizacja                                                               | Data odsłonięcia     | Uwagi | Ilustracja | Przypisy                |
| --- | ------------------------------------------------------------------------- | -------------------- | --- | ---------- | ----------------------- |
| Tablica pamięci                                                                                                 | kościół parafialny w Dylągowej                                            | ?                    | |            | [ 161 ]                 |
| Tablica pamięci ofiar z Czerwonogrodu i Nyrkowa                                                                 | kościół w Lubszy                                                          | 1975                 | Upamiętnia zbrodnię w Czerwonogrodzie |            | [ 28 ]                  |
| Trzy tablice poświęcone ofiarom wojny z Mariampola i parafii Mariampol                                          | Kościół Najświętszej Marii Panny na Piasku we Wrocławiu                   | 1991-1994            | Tablice wymieniają ofiary poległe z rąk banderowców, Sowietów i Niemców. Jedna z tablic jest poświęcona ks. Marcinowi Bosakowi.                                                                               |            | [ 162 ]                 |
| Tablica w hołdzie Polakom zamordowanym przez ukraińskich nacjonalistów                                          | kościół Matki Bożej Wspomożenia Wiernych w Kluczborku                     | 13 marca 1993        | |            | [ 163 ]                 |
| Tablica pamięci pomordowanej ludności polskiej na Wołyniu oraz poległych żołnierzy samoobrony                   | Bazylika św. Brygidy w Gdańsku                                            | 11 lipca 1993        | Tablica jako oprawców wymienia nacjonalistów ukraińskich oraz okupantów hitlerowskich i bolszewickich. |            | [ 107 ] [ 164 ]         |
| Tablica pamięci prof. Bolesława Jałowego                                                                        | Uniwersytet Medyczny im. Piastów Śląskich we Wrocławiu                    | 30 września 1993     | |            | [ 165 ]                 |
| Tablica pamięci pomordowanych kapłanów i obywateli polskich w latach 1939–1947                                  | kościół św. Andrzeja Boboli w Londynie                                    | 7 listopada 1993     | |            | [ 166 ]                 |
| Tablica pamięci ofiar rzezi ukraińskiej w latach 1939–1947                                                      | Sanktuarium Matki Bożej Głogowieckiej w Głogowcu                          | 5 września 1994      | Tablica według projektu Leonarda Duszeńki |            | [ 167 ]                 |
| Tablica pamięci ofiar rzezi ukraińskiej w latach 1939–1947                                                      | ściana katedry w Kaliszu                                                  | 11 listopada 1994    | Tablica według projektu Leonarda Duszeńki |            | [ 167 ]                 |
| Tablica pamięci ofiar rzezi ukraińskiej w latach 1939–1947                                                      | kaplica cmentarna w Kole                                                  | 1994                 | Tablica według projektu Leonarda Duszeńki |            | [ 167 ]                 |
| Tablica pamięci niewinnej ludności polskiej                                                                     | kościół św. Teresy z Avila w Przemyślu                                    | maj 1995             | |            | [ 168 ]                 |
| Tablica ku czci Polaków zamordowanych na Kresach przez nacjonalistów ukraińskich                                | kościół parafialny w Głubczycach                                          | 11 lipca 1995        | |            | [ 169 ]                 |
| Tablica pamięci ofiar wojny z parafii Husiatyn                                                                  | kościół parafialny w Obornikach Śląskich                                  | 1996                 | Inskrypcja wymienia m.in. zamordowanych przez zbrodniarzy z UPA |            | [ 170 ]                 |
| Tablica | kościół parafialny w Namysłowie                                           | 12 stycznia 1997     | |            | [ 171 ]                 |
| Tablica pamięci pomordowanych w Łozowej                                                                         | kościół św. Trójcy w Gorzowie Śląskim                                     | 15 sierpnia 1997     | |            | [ 15 ]                  |
| Tablica w hołdzie Polakom z Kresów Wschodnich                                                                   | kościół Ducha Świętego w Łodzi                                            | maj 1998             | Tablica wymienia ofiary NKWD i nacjonalistów ukraińskich. |            | [ 172 ]                 |
| Tablica pamięci Polaków pomordowanych na Wołyniu i Kresach Płd.-Wsch.                                           | bazylika archikatedralna św. Jana Chrzciciela w Warszawie                 | 21 maja 1998         | |            | [ 173 ] [ 174 ]         |
| Tablica pamięci gehenny Polaków z Kresów                                                                        | kościół św. Teresy z Avila w Przemyślu                                    | lipiec 1998          | |            | [ 175 ]                 |
| Tablica pamięci poległych i pomordowanych w miejscowościach powiatu buczackiego                                 | Mała Bazylika we Wrocławiu                                                | 23 sierpnia 1998     | |            | [ 176 ]                 |
| Tablica pamięci 24 osób zamordowanych w Skorodyńcach                                                            | kościół Podwyższenia Krzyża w Sulikowie                                   | 17 września 1998     | |            | [ 177 ]                 |
| Tablica pamięci ofiar rzezi ukraińskiej w latach 1939–1947                                                      | kościół parafialny w Osuchowie                                            | 18 lipca 1999        | Tablica według projektu Leonarda Duszeńki |            | [ 167 ]                 |
| Tablica pamięci ks. Stanisława Szczepankiewicza i innych pomordowanych mieszkańców Ihrowicy                     | kościół parafialny w Rakołupach                                           | 1999                 | |            | [ 79 ]                  |
| Tablica pamięci                                                                                                 | kościół w Goszczu                                                         | 24 października 1999 | |            | [ 178 ]                 |
| Tablica pamięci ofiar rzezi ukraińskiej w latach 1939–1947                                                      | Sanktuarium Matki Bożej Bolesnej Królowej Polski w Licheniu Starym        | ?                    | Tablica według projektu Leonarda Duszeńki |            | [ 167 ]                 |
| Tablica pamięci żołnierzy AK, BCh i samooobrony oraz ofiar zbrodni ludobójstwa OUN-UPA                          | kościół św. Jadwigi Królowej w Krakowie                                   | 24 września 2000     | |            | [ 179 ]                 |
| Tablica pamięci Weroniki Wąsik „Wery” zabitej przez UPA                                                         | katedra polowa Wojska Polskiego w Warszawie                               | 15 października 2000 | |            | [ 180 ]                 |
| Tablica pamięci Michała Ignacego Krasickiego                                                                    | kościół św. Teresy z Avila w Przemyślu                                    | 2001                 | Zabity przez nacjonalistów ukraińskich. |            | [ 181 ]                 |
| Tablica pamiątkowa ppor. AK Jana Adamki zabitego 5 marca 1945                                                   | kościół św. Jadwigi Królowej w Krakowie                                   | 24 listopada 2001    | |            | [ 182 ]                 |
| Tablica pamięci pomordowanych Polaków mieszkańców Wołynia i Polesia                                             | Kościół Najświętszej Marii Panny na Piasku we Wrocławiu                   | 13 stycznia 2002     | Tablica wymienia ofiary hitlerowców – UPA – NKWD |            | [ 183 ]                 |
| Tablica pamięci ofiar zbrodni ludobójstwa ukraińskich nacjonalistów                                             | przy kościele św. Katarzyny w Babicach                                    | 28 lutego 2002       | Inskrypcja na tablicy wspomina 58. rocznicę zbrodni w Hucie Pieniackiej |            | [ 184 ]                 |
| Tablica ku czci i pamięci Polaków wymordowanych na Kresach przez nacjonalistów ukraińskich                      | Kościół Zmartwychwstania Pańskiego w Bydgoszczy                           | 15 września 2002     | |            | [ 185 ]                 |
| Tablica pamięci ofiar z Hanaczowa                                                                               | kościół św. Marii Magdaleny w Radzimowie                                  | 15 września 2002     | |            | [ 186 ]                 |
| Tablica pamięci Polaków pomordowanych przez nacjonalistów ukraińskich                                           | kościół św. Maksymiliana Kolbe w Gorzowie Wielkopolskim                   | 13 października 2002 | |            | [ 187 ]                 |
| Tablica ku czci ofiar z Trójcy                                                                                  | cmentarz parafialny w Trójcy                                              | 27 października 2002 | Tablica znajduje się na symbolicznej mogile |            | [ 188 ]                 |
| Tablica pamiątkowa                                                                                              | Kościół św. Barbary w Gliwicach                                           | kwiecień 2003        | Upamiętnia 60. rocznicę mordów ludności polskiej na Kresach Płd.-Wsch. |            | [ 189 ]                 |
| Tablica pamięci 21 zamordowanych mieszkańców Hinowic i Szumlan                                                  | kościół św. Jana Chrzciciela w Książu Śląskim                             |                      | 10 maja 2003 |            | [ 190 ]                 |
| Tablica w hołdzie Polakom pomordowanym na Kresach przez nacjonalistów ukraińskich                               | Kościół św. Jana Chrzciciela w Legnicy                                    | 11 maja 2003         | |            | [ 191 ]                 |
| Tablica pamięci ofiar zbrodni ludobójstwa popełnionych w Lipnikach i innych miejscach Wołynia                   | Konkatedra św. Jana Ewangelisty w Kwidzynie                               | 29 czerwca 2003      | |            | [ 192 ]                 |
| Tablica pamięci obrońców polskiej ludności poległych w walce z OUN-UPA                                          | kościół św. Jacka w Warszawie                                             | 12 lipca 2003        | Inskrypcja na tablicy wymienia żołnierzy AK, BCh, Szarych Szeregów, samoobrony i IB |            | [ 193 ]                 |
| Tablica pamięci obywateli polskich pomordowanych na Kresach przez ukraińskich nacjonalistów                     | kościół św. Jacka w Słupsku                                               | 27 lipca 2003        | |            | [ 194 ]                 |
| Tablica pamięci pomordowanych na Kresach przez OUN i UPA                                                        | kościół Wniebowzięcia Najświętszej Marii Panny w Niemodlinie              | 20 sierpnia 2003     | |            | [ 90 ]                  |
| Tablica pamięci pomordowanych mieszkańców Korościatyna oraz ofiar ludobójstwa OUN-UPA na Kresach                | Fundacja im. Brata Alberta w Radwanowicach                                | 7 września 2003      | Upamiętnia m.in. ofiary zbrodni w Korościatynie |            | .                       |
| Tablica pamięci pomordowanych oraz uchodźców przed terrorem i zagładą z rąk OUN-UPA                             | Warszawa, Krakowskie Przedmieście 64                                      | 16 września 2003     | |            | [ 196 ]                 |
| Tablica w hołdzie ofiarom ludobójstwa OUN-UPA                                                                   | Rzeszów, fasada kościoła Św. Krzyża                                       | 19 września 2003     | |            | [ 197 ]                 |
| Tablica pamięci ofiar ludobójstwa OUN i UPA na Kresach                                                          | Kędzierzyn Koźle, ul. Piramowicza 30                                      | 17 listopada 2003    | |            | [ 198 ]                 |
| Tablica w hołdzie Polakom z Kresów poddanych czystkom etnicznym i deportacjom                                   | Nysa, przy bazylice św. Jakuba i św. Agnieszki                            | 30 listopada 2003    | |            | [ 199 ]                 |
| Tablica pamięci Polaków zamordowanych na Kresach przez OUN i UPA                                                | Bolesławiec                                                               | 2004                 | |            | [ 200 ]                 |
| Tablica pamięci ks. Władysława Żygiela zabitego 10 lutego 1944 w Bieniawie                                      | kościół w Lubszy                                                          | 15 lutego 2004       | |            | [ 201 ]                 |
| Tablica pamięci pomordowanych mieszkańców Korościatyna oraz ofiar ludobójstwa OUN-UPA na Kresach                | kościół w Lwówku Śląskim                                                  | 29 lutego 2004       | |            | [ 202 ]                 |
| Tablica pamięci zamordowanych w Podkamieniu i okolicy                                                           | kościół św. Wojciecha we Wrocławiu                                        | 14 marca 2004        | Tablica znajduje się obok obrazu Matki Boskiej Różańcowej ewakuowanego z Podkamienia. |            | .                       |
| Tablica w hołdzie zamordowanym mieszkańcom powiatu tłumackiego                                                  | Kościół św. Stanisława, św. Doroty i św. Wacława we Wrocławiu             | 25 kwietnia 2004     | |            | [ 205 ]                 |
| Tablica pamięci Polaków pomordowanych w Rumnie                                                                  | plac przy kościele Trójcy Świętej w Przemyślu                             | 4 czerwca 2004       | |            | [ 206 ]                 |
| Tablica pamięci Polaków zamordowanych w powiatach sokalskim i rawskim                                           | ściana kościoła parafialnego w Ustrzykach Dolnych                         | lipiec 2004          | |            | [ 207 ]                 |
| Tablica ku czci pomordowanych przez UPA na ziemi zbaraskiej i całym Podolu                                      | kościół Matki Boskiej Częstochowskiej w Lubinie                           | 11 lipca 2004        | |            | [ 208 ]                 |
| Tablica pamięci Polaków zamordowanych na Kresach przez OUN i UPA                                                | Gierałtów                                                                 | 11 lipca 2004        | |            | [ 209 ]                 |
| Tablica pamięci zamordowanych w Hucie Pieniackiej oraz proboszczów parafii Pieniaki                             | Kościół Najświętszej Marii Panny na Piasku we Wrocławiu                   | 11 lipca 2004        | |            | [ 210 ]                 |
| Tablica pamięci poległych i pomordowanych w latach 1943-1945 oraz tych, którzy uciekli przed terrorem i zagładą | ściana kościoła św. Józefa w Inowrocławiu                                 | 18 lipca 2004        | |            | [ 211 ]                 |
| Tablica pamięci ofiar rzezi ukraińskiej w latach 1939–1947                                                      | Jasna Góra, Kaplica Pamięci Narodu Polskiego im. o. Kordeckiego           | 26 września 2004     | Tablica według projektu Leonarda Duszeńki |            | [ 167 ]                 |
| Tablica pamięci Polaków pomordowanych na Kresach przez OUN i UPA                                                | kościół św. Jakuba w Toruniu                                              | 24 października 2004 | |            | [ 212 ]                 |
| Tablica pamięci Polaków zamordowanych na Kresach przez OUN i UPA                                                | kościół parafialny w Czerwonej Wodzie                                     | 11 listopada 2004    | |            | [ 213 ]                 |
| Tablica w hołdzie Polakom zamordowanym na Kresach Wschodnich                                                    | Katowice, ściana kaplicy na cmentarzu komunalnym                          | 14 marca 2005        | Jako sprawców tablica wymienia „Armię Czerwoną, hitlerowców, OUN-UPA i NKWD" |            | [ 214 ]                 |
| Tablica pamięci ofiar z Huty Pieniackiej                                                                        | Sanktuarium Matki Bożej Bolesnej Królowej Polski w Licheniu Starym        | 23 kwietnia 2005     | |            | [ 215 ]                 |
| Tablica pamięci Polaków pomordowanych na Wołyniu i Polesiu przez OUN i UPA                                      | kościół Najświętszej Marii Panny i św. Wojciecha w Nidzicy                | 9 maja 2005          | |            | [ 216 ]                 |
| Tablica ku czci 42 Polaków pomordowanych w Skorodyńcach                                                         | kościół Miłosierdzia Bożego w Głogowie                                    | 25 czerwca 2005      | |            | [ 217 ]                 |
| Tablica pamięci ofiar z ziemi trembowelskiej                                                                    | kościół św. Bonifacego we Wrocławiu                                       | 26 czerwca 2005      | |            | [ 218 ]                 |
| Tablica upamiętniająca Polaków zamordowanych na Kresach przez OUN-UPA                                           | Kościół Oczyszczenia NMPanny w Kożuchowie                                 | 2005                 | |            |                         |
| Tablica pamięci ofiar ludobójstwa OUN i UPA na Kresach                                                          | Siechnice                                                                 | 18 grudnia 2005      | |            | [ 219 ]                 |
| Tablica pamięci ofiar z Ihrowicy                                                                                | cmentarz komunalny w Słupsku                                              | 24 grudnia 2005      | |            | [ 220 ]                 |
| Tablica pamięci zamordowanych księży wołyńskich                                                                 | Kałków-Godów                                                              | 3 maja 2006          | |            | [ 221 ]                 |
| Tablice ku czci ofiar ze wsi Byczkowce i Biały Potok                                                            | kościół Matki Boskiej Różańcowej w Nadolicach Wielkich                    | 10 września 2006     | Zastąpiły one drewniane tablice odsłonięte w 1993 r. |            | [ 222 ]                 |
| Tablica pamięci ofiar ludobójstwa                                                                               | kościół św. Krzysztofa w Tychach                                          | 17 września 2006     | Jako sprawców napis na tablicy wymienia ukraińskich banderowców i sowieckich komunistów |            | [ 122 ]                 |
| Tablica pamięci ofiar z parafii Stara Sól                                                                       | kościół św. Jana Chrzciciela w Szczytnej                                  | 11 listopada 2006    | Tablica wymienia także ofiary okupantów sowieckiego i niemieckiego |            | [ 223 ]                 |
| Tablica przy Pomniku Kresowian                                                                                  | Cmentarz Komunalny w Prabutach                                            | 3 maja 2007          | Tablica upamiętniająca ofiary UPA i NKWD |            | [ 224 ] [ 225 ]         |
| Tablica w hołdzie poległym żołnierzom podziemia z Kowalówki, Dobrowód i Sawałuszek                              | Mała Bazylika we Wrocławiu                                                | 27 maja 2007         | Tablica wymienia także ofiary okupantów sowieckiego i niemieckiego |            | [ 226 ]                 |
| Tablica pamięci ofiar ukraińskich nacjonalistów z OUN-UPA                                                       | kościół św. Wojciecha w Legnicy                                           | 1 czerwca 2007       | |            | [ 227 ]                 |
| Tablica pamięci Polaków zamordowanych a Kresach przez OUN i UPA                                                 | Fronton kaplicy cmentarnej w Mieszkowicach                                | 1 listopada 2007     | |            | [ 228 ]                 |
| Tablica pamięci Polaków pomordowanych na Kresach przez OUN i UPA                                                | Legnica                                                                   | 12 listopada 2007    | Tablica jest umieszczona na ścianie pamięci kaplicy na cmentarzu komunalnym |            | [ 229 ]                 |
| Tablica w hołdzie Polakom z Wołynia i Kresów Płd.-Wsch. pomordowanym przez ukraińskich nacjonalistów            | Lublin, kościół bł. P.J. Frassatiego                                      | 2008                 | |            | [ 63 ]                  |
| Tablica w hołdzie poległym żołnierzom PSZ oraz mieszkańcom Monasterzysk                                         | Mała Bazylika we Wrocławiu                                                | 18 maja 2008         | Tablica wymienia ofiary zbrodni niemieckich, sowieckich i UPA |            | [ 230 ]                 |
| Tablica pamięci kapłanów Wołynia, ofiar okupantów i ukraińskich nacjonalistów                                   | kościół św. Józefa Rzemieślnika w Koszalinie                              | 7 grudnia 2008       | Tablica imiennie wymienia ks. Ludwika Wrodarczyka |            | [ 231 ]                 |
| Tablica pamięci ofiar zbrodni w Hucie Pieniackiej                                                               | kościół Matki Chrystusa i św. Jana w Strzelinia                           | 2009                 | |            | [ 232 ]                 |
| Tablica ku czci ofiar z Malechowa, Huciska Nienadowskiego i Łanowic                                             | kościół Matki Boskiej Różańcowej w Nadolicach Wielkich                    | 6 września 2009      | Upamiętnia ofiary z powiatów sokalskiego, rawskiego i bieszczadzkiego |            | [ 233 ]                 |
| Tablica pamięci pomordowanych mieszkańców Korościatyna oraz ofiar ludobójstwa OUN-UPA na Kresach                | Kościół parafialny w Pławnie Dolnej                                       | 29 lutego 2010       | Pamięci ofiar zbrodni w Korościatynie |            | [ 234 ]                 |
| Tablica w hołdzie ofiarom ludobójstwa OUN-UPA na Kresach                                                        | Złotów, ściana zewnętrzna kościoła Wniebowzięcia Najświętszej Marii Panny | 2010                 | |            | [ 235 ]                 |
| Tablica pamięci Polaków i Ukraińców zamordowanych na Kresach przez ukraińskich nacjonalistów                    | Kielce, Kościół Garnizonowy                                               | 11 czerwca 2010      | |            | [ 236 ]                 |
| Tablica w hołdzie rodakom Wołynia i Kresów Południowo-Wschodnich                                                | Sanktuarium Miłosierdzia Bożego w Łodzi                                   | wrzesień 2010        | Tablica wymienia ofiary rzezi wołyńskiej oraz wywiezionych na Sybir i zamordowanych przez NKWD |            | [ 237 ]                 |
| Tablica Pamięci                                                                                                 | Borów                                                                     | 11 listopada 2010    | Tablica wymienia ofiary ludobójstwa OUN-UPA oraz Ukraińców, którzy udzielali schronienia Polakom |            | [ 238 ]                 |
| Tablica pamięci Polaków zamordowanych na Kresach przez OUN i UPA                                                | Bazylika św. Erazma i św. Pankracego w Jeleniej Górze                     | 7 lipca 2013         | |            | [ 239 ]                 |
| Tablica pamiątkowa ku czci Petra Ilkowycza Bazeluka                                                             | cerkiew prawosławna w Butejkach                                           | 15 lipca 2011        | Ukrainiec Petro Bazeluk ratował Polaków z rzezi wołyńskiej. |            | [ 240 ]                 |
| Tablica upamiętniająca Polaków Pomordowanych na Kresach Poł.-Wsch.                                              | Bogdanowice                                                               | 15 września 2013     | |            | [ 241 ]                 |
| Tablica pamięci Polaków pomordowanych przez ukraińskich nacjonalistów na Kresach                                | Bazylika św. Jana Apostoła w Oleśnicy                                     | 17 września 2013     | |            | [ 242 ]                 |
| Tablica pamięci Polaków pomordowanych na Kresach przez nacjonalistów ukraińskich członków OUN i UPA             | Wałbrzych, kościół Św. Aniołów Stróżów                                    | 11 listopada 2013    | |            | [ 239 ]                 |
| Tablica upamiętniająca Polaków, ofiar zbrodni podczas II wojny światowej                                        | Sanok, Gmach TG „Sokół”                                                   | 16 maja 2015         | Inskrypcja podaje: „Pamięci Polaków mieszkańców Lwowa i kresów południowo-wschodnich II Rzeczypospolitej ofiar zbrodni niemieckich, sowieckich i nacjonalistów ukraińskich w latach II wojny światowej (...)” |            | .                       |
| Tablica pamięci ofiar ludobójstwa nacjonalistów ukraińskich z Kresów Wschodnich                                 | Gubin                                                                     | 11 czerwca 2016      | |            | [ 244 ]                 |
| Tablica pamięci na cmentarzu w Miechowie, woj. dolnośląskie                                                     | Miechów                                                                   | 18 lutego 2018       | Upamiętnienie ofiar ludobójstwa dokonanego przez OUN i UPA dnia 17-18 lutego 1943 w Ludwikówce i w latach 1939-1947 Kresach Wschodnich II RP.                                                                 |            | [ 245 ] [ 246 ] [ 247 ] |